# Лусковикоподібні
Лусковикоподібні, або Дволегенеподібні (Lepidosireniformes) — колишній ряд риб підкласу дводишних (Dipnoi). Містив дві родини: Лепідосиренові (Lepidosirenidae) (поширені у Південній Америці) та Протоптерові (Protopteridae) (поширені в Африці).
За новою систематикою цей таксон був скасований, а родини Lepidosirenidae та Protopteridae включені до ряду Рогозубоподібні (Ceratodontiformes). Філогенетична класифікація кісткових риб Betancur-R et al. (2017) надає йому статус підряду лусковиковидних (Lepidosirenoidei) в складі рогозубоподібних.

## Систематика
- Родина Lepidosirenidae — Лепідосиренові
  - Рід Lepidosiren Fitzinger, 1837
    - Lepidosiren paradoxa Fitzinger, 1837 — Лусковик
- Родина Protopteridae — Протоптерові
  - Рід Protopterus Owen, 1839 — Протоптер
    - Protopterus aethiopicus Heckel, 1851
    - Protopterus amphibius (Peters, 1844)
    - Protopterus annectens (Owen, 1839)
    - Protopterus dolloi Boulenger, 1900